# Galerie Thiel
Pour les articles homonymes, voir Thiel.
La galerie Thiel, en suédois Thielska galleriet, est un musée d'art situé sur l'île Djurgården au centre de Stockholm en Suède.
La galerie Thiel compte parmi les plus importants musées d'art suédois. Elle abrite notamment des œuvres des membres de l'association des artistes (konstnärsförbundet), un mouvement créé en 1886 en opposition à l'académie royale de Suède. On y trouve aussi l'une des plus grandes collections d'œuvres du peintre Edvard Munch au monde. Le musée a été créé par le banquier Ernest Thiel, qui fut l'un des plus grands collectionneurs d'art suédois. Le bâtiment appartient à l'état, tandis que le musée est géré par une fondation.
Ulf Linde a été conservateur de la galerie de 1977 à 1997.

## Architecture
La galerie Thiel est située dans la maison dite Eolskulle, construite en 1907 pour servir de résidence à Ernest Thiel et à sa famille. Située sur le point le plus élevé d'une petite presqu'île, elle a été dessinée en style Art nouveau par l'architecte Ferdinand Boberg.
Le bâtiment est classé monument historique (byggnadsminne) et c'est l'administration des biens immobiliers de l'État suédois (Statens fastighetsverk) qui en assure la maintenance.

## Collection
Le bâtiment et la collection d'art ont été achetés par l'état suédois en 1924. Aujourd'hui, la galerie Thiel est un musée où le public peut notamment admirer des œuvres des artistes Edvard Munch, Anders Zorn, Gustaf Fjæstad, Karl Nordström, Nils Kreuger, Richard Bergh, Eugène Jansson, Ernst Josephson, Carl Fredrik Hill, Axel Törneman, August Strindberg, Carl Larsson, Olof Sager-Nelson, Vilhelm Hammershøi, Gustav Vigeland, Paul Gauguin, Auguste Rodin et Bruno Liljefors.
On y trouve aussi une copie du masque mortuaire du philosophe Friedrich Nietzsche, dont Ernest Thiel était un fervent admirateur.

## Galerie

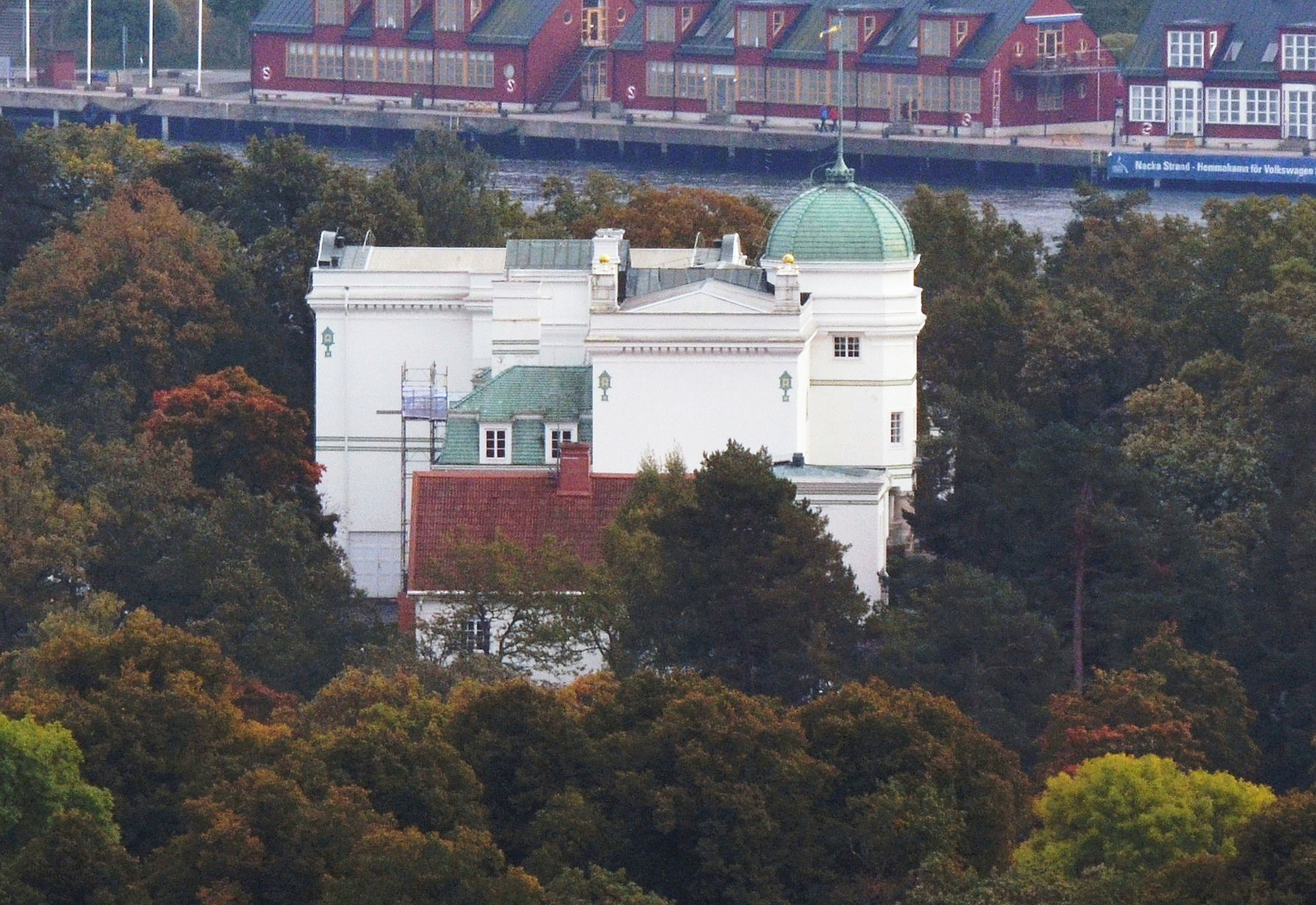
Le bâtiment, vu depuis la tour Kaknästornet.
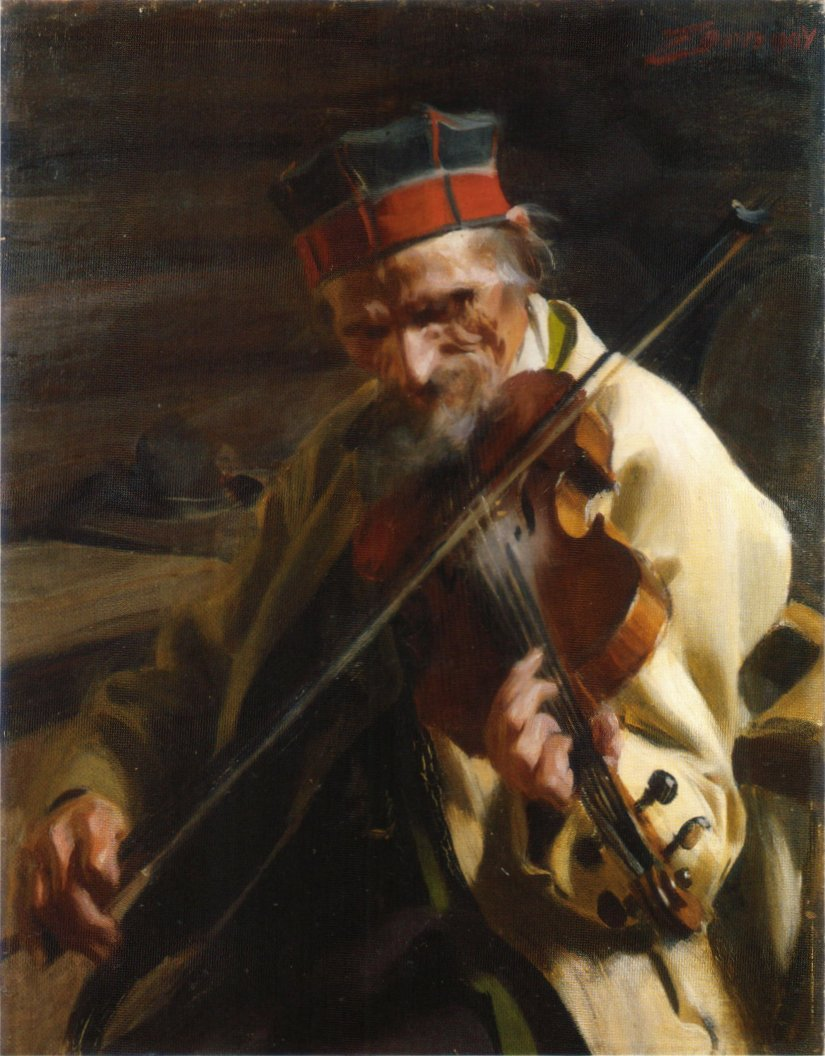
Hins Anders de Anders Zorn.
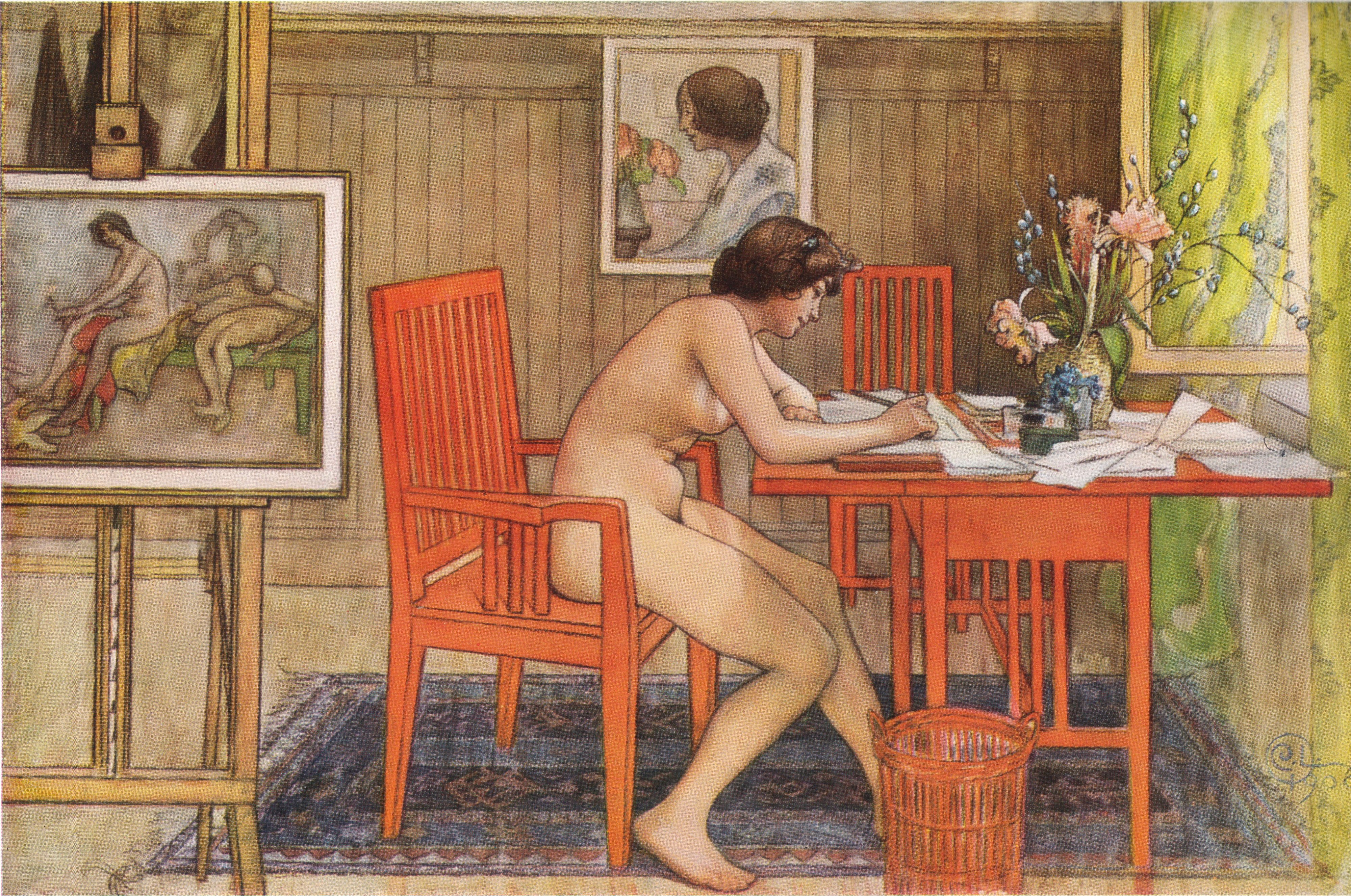
Le modèle écrit des cartes postales de Carl Larsson.